# Arquitetura merovíngia

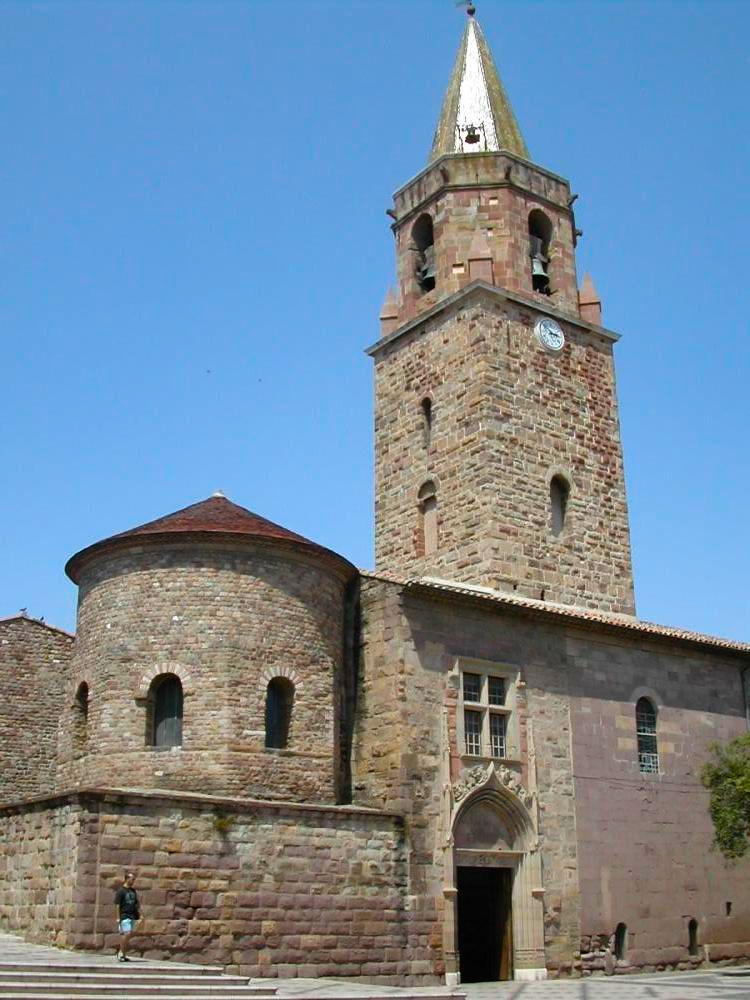
Catedral de Saint-Léonce em Fréjus

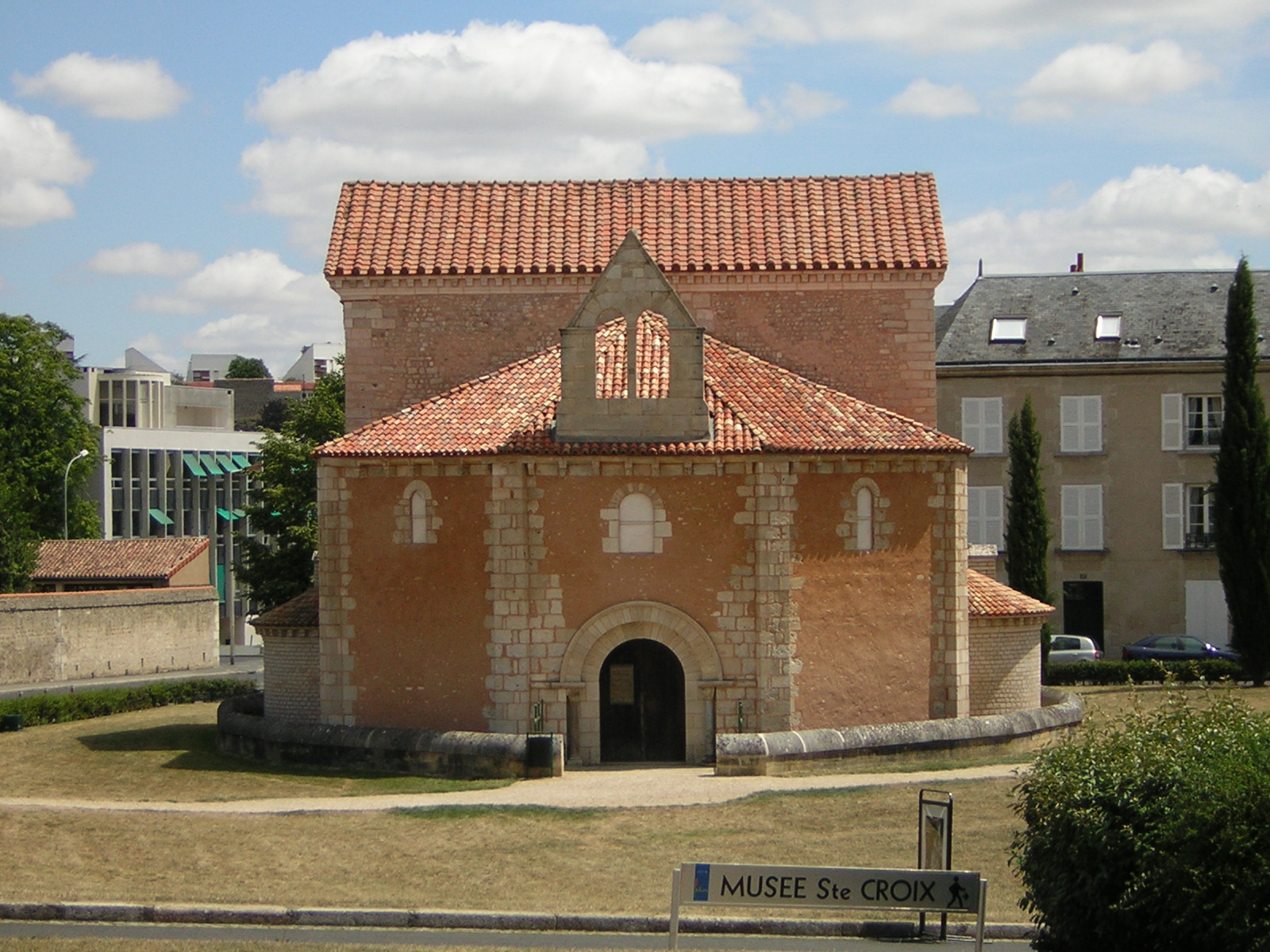
Batistério de São João de Poitiers

A arquitetura merovíngia desenvolveu-se nos territórios europeus governados pelos francos, entre os séculos V e VIII na antiga Gália e Gália Bélgica ; o nome deriva dos merovíngios, uma dinastia real medieval que começou com Meroveu em 450, e terminou com o último exilado Quilderico III em 751, para posteriormente iniciar a dinastia carolíngia com Pepino, o Breve .
Clóvis I durante o seu reinado ( 481-511 ) reuniu um grande território sob seu controle e escolheu a fé cristã ao ser batizado na virada do século VI (496 ou 506). Tanto ele como os seus sucessores, tal como outros povos cristãos, ergueram novos edifícios, especialmente igrejas e mosteiros, que serviram como centros culturais mas também, sobretudo, como bases de irradiação do poder central. Todos eles caíram em desuso durante os últimos reinados da dinastia merovíngia, mas foram brilhantemente restaurados por Carlos Magno no final do século VIII e início do século seguinte.
Os exemplos sobreviventes não são muitos, tal como em toda a arquitetura medieval, mas significativos. Hoje, apesar das reformas da maior parte das estruturas, as principais características originais são conhecidas principalmente graças à arqueologia . A planta das igrejas lembra muitas vezes a das basílicas civis romanas e das primeiras basílicas cristãs, com influências da arquitetura contemporânea do Império Romano do Oriente, especialmente da Síria e da Arménia.
Na parte oriental do reino franco, a arquitetura fazia-se do uso da madeira, enquanto o uso da pedra era mais comum nas partes oeste e sul.
Gregório de Tours na Historia Francorum descreveu a basílica de São Martinho em Tours, construída por São Perpétuo, bispo entre 460 e 490, já destruída na época de Gregório: decorada com 120 colunas de mármore e mosaicos, tinha torres no lado leste.
Um elemento típico da arquitetura merovíngia, talvez originário de Tours, é a presença do sarcófago ou relicário do santo venerado nos santuários colocado em posição elevada atrás do altar, talvez na abside, de modo a ser visível aos fiéis. Entre as outras grandes obras da época, agora perdidas devido a reconstruções posteriores, estão a Abadia de Saint-Denis perto de Paris, a igreja de Saint Gereon em Colónia e a Abadia de Saint-Germain-des-Prés, também em Paris, descrita como magnificamente ornamentada.
Entre a arquitetura sobrevivente encontram-se edifícios menores e mais modestos, especialmente batistérios . Três batistérios de base octogonal são encontrados em Aix-en-Provence, Riez e Fréjus, cada um coberto por uma cúpula sustentada por pilares, ecoando, por exemplo, a igreja de São Jorge em Ezra'a, na Síria .
Os exemplares de Poitiers, porém, são diferentes, como o batistério de San Giovanni in Poitiers (séculos VI-VII), que tem forma retangular com três absides e preserva, entre outras coisas, os capitéis originais de mármore.

Algumas criptas sobreviveram até aos dias de hoje: na basílica de Saint-Seurin em Bordéus, na igreja de Saint-Laurent em Grenoble e na abadia de Notre-Dame de Jouarre . Tinham um papel importante porque guardavam os restos mortais dos santos, objetos de particular veneração.

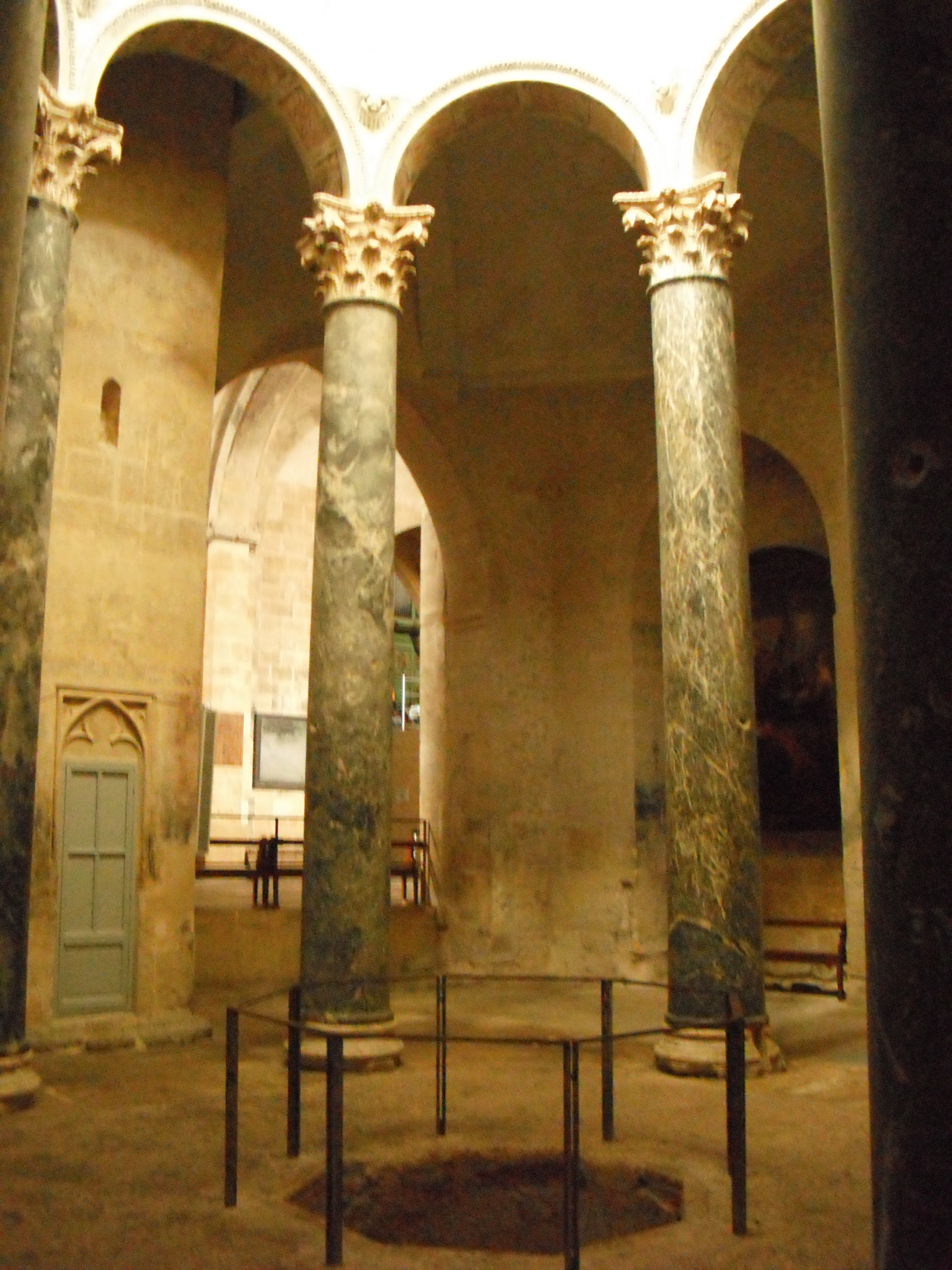
Batistério de Aix-en-Provence
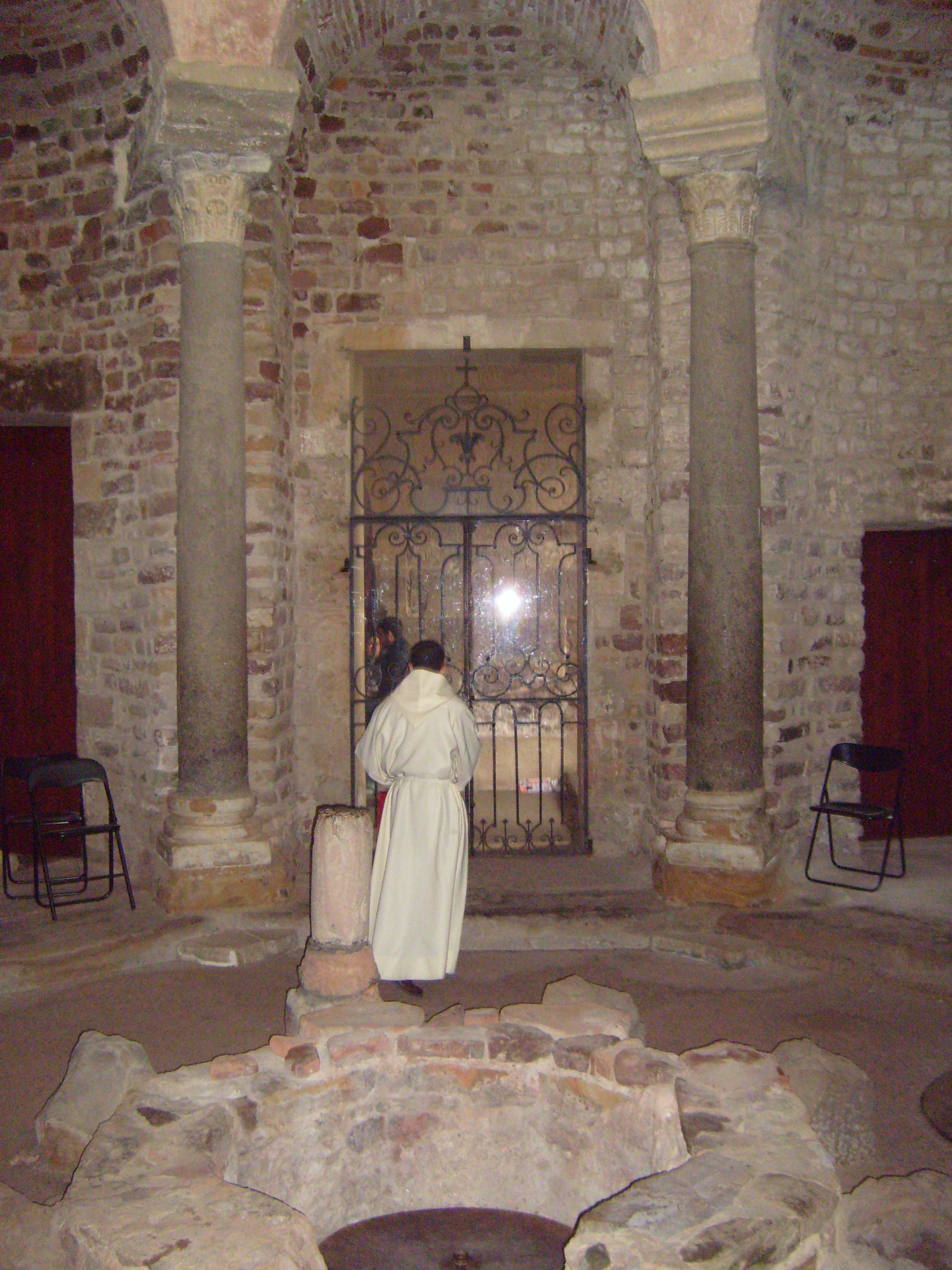
Batistério de Fréjus
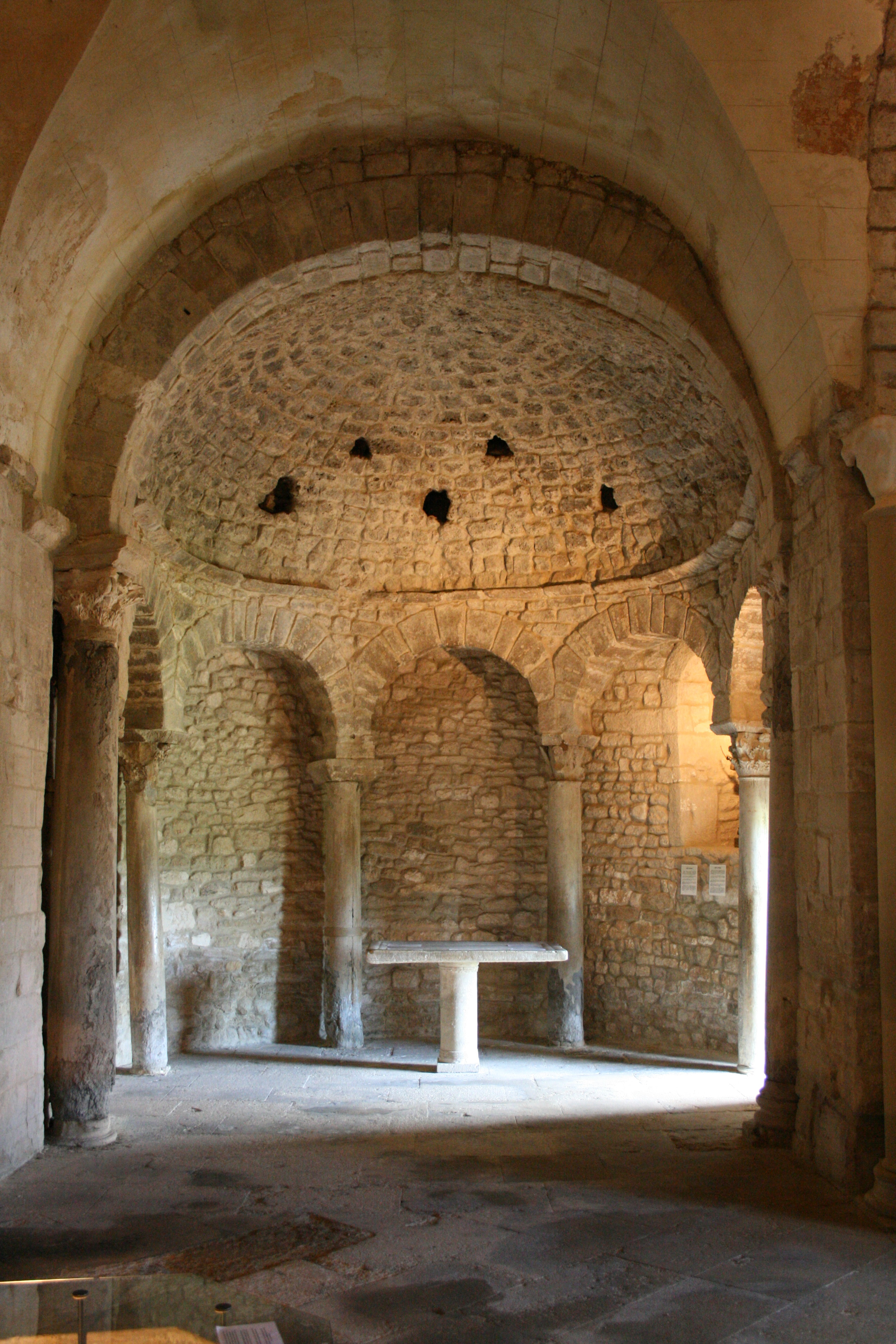
Batistério Venasque
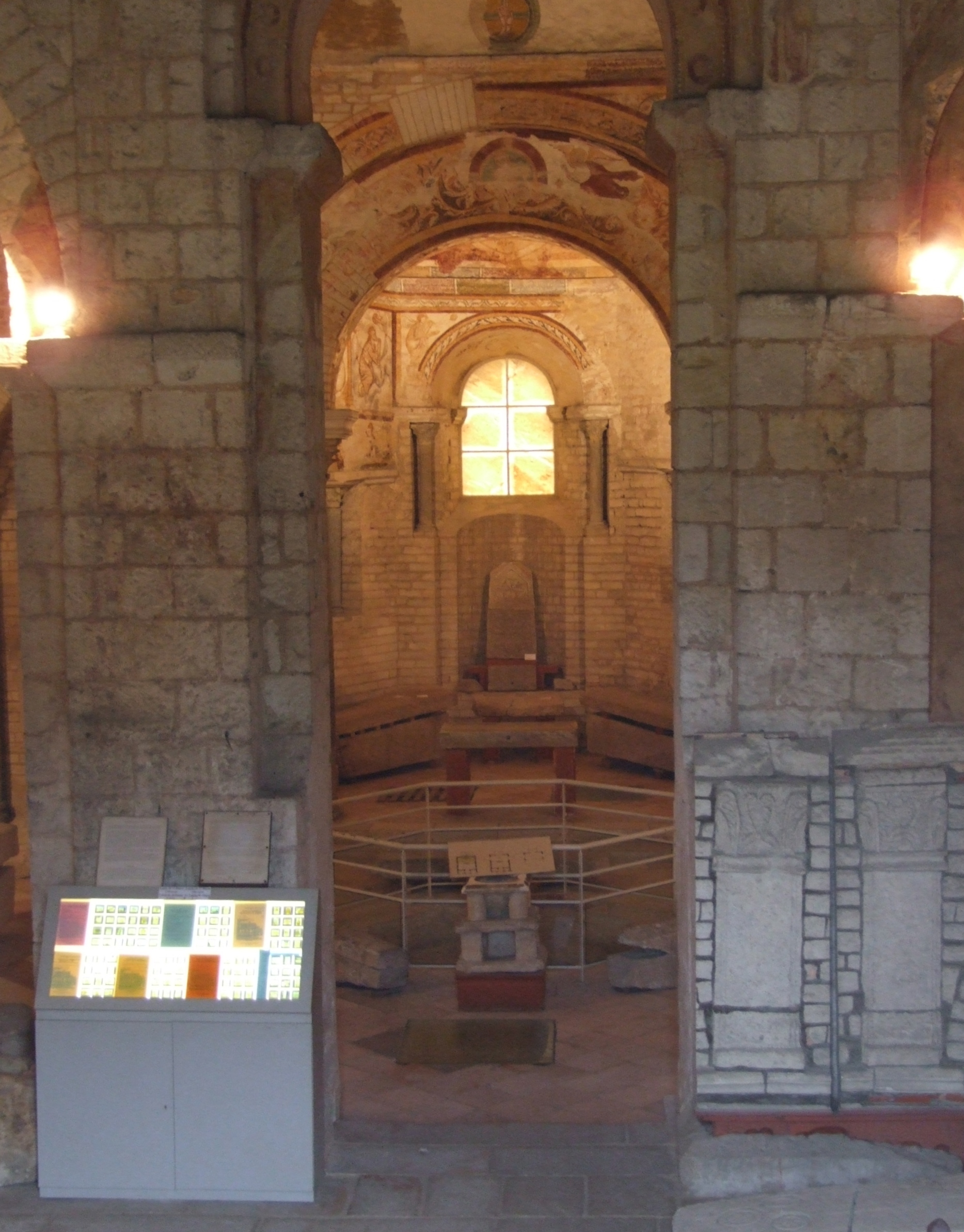
Batistério de São João em Poitiers
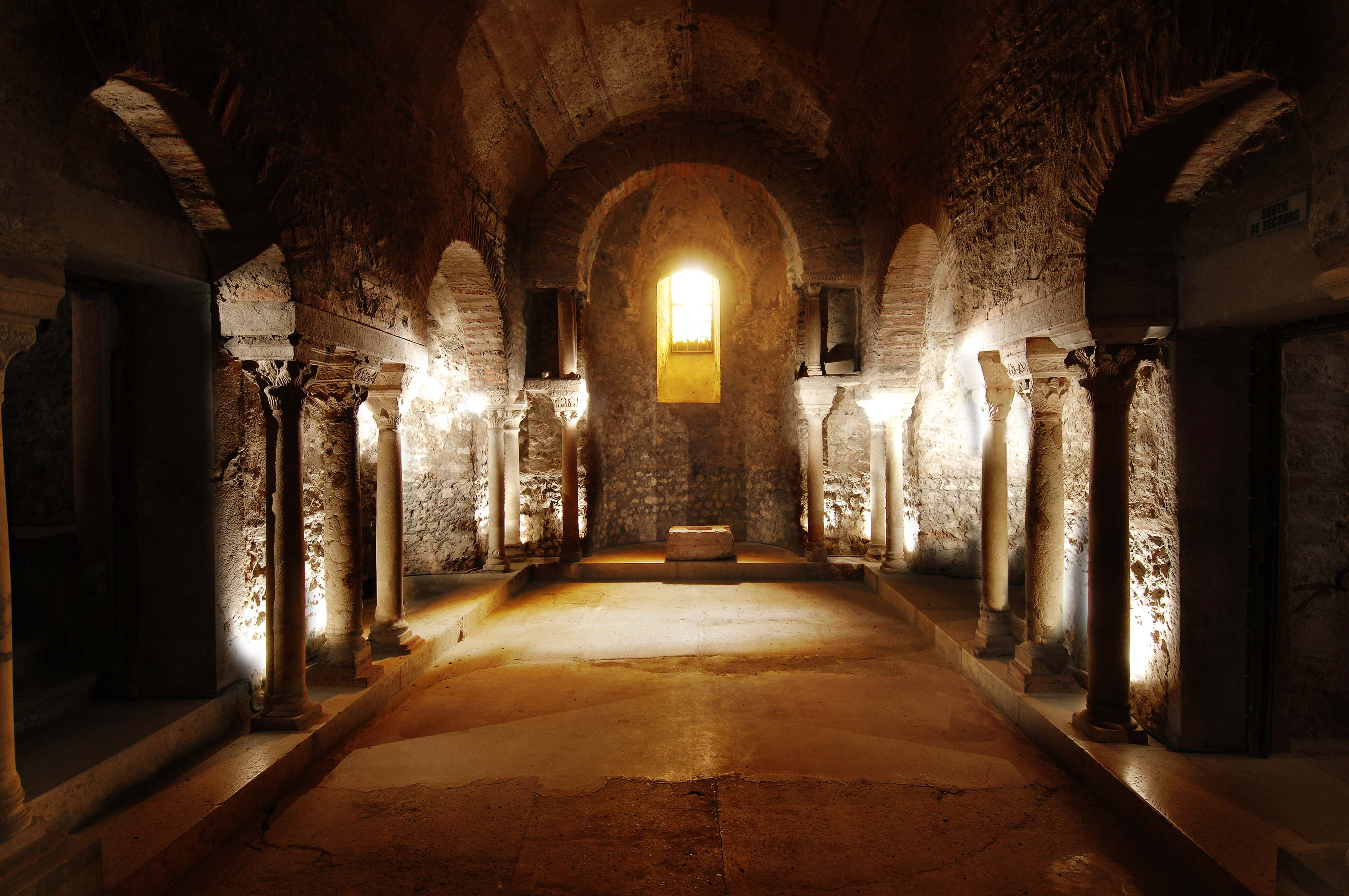
Cripta de Saint-Laurent em Grenoble
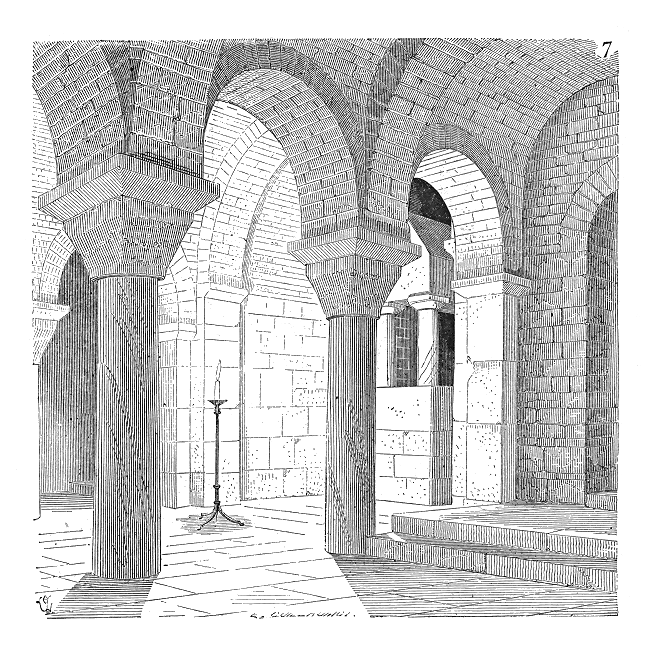
Cripta de Saint-Seurin em Bordéus